# Hagno
Hagno (en grec ancien : Ἁγνὼ) est une nymphe d'Arcadie dans la mythologie grecque.

## Biographie
Une des nourrices de Zeus, elle était représentée à Mégalopolis avec dans une main une urne pleine d'eau, dans l'autre main une coupe. Elle était invoquée au moment des sécheresses et une fontaine lui était consacrée sur le mont Lycée.